# Кастилия (историческа област)
Вижте пояснителната страница за други значения на Кастилия.
Кастилия е исторически регион, обединявал в себе си по-голямата част от днешна Испания, без най-източните области – Каталуния, Валенсия и Арагон, които заедно с Южна Италия, Сицилия, Сардиния и Балеарските острови били част от Арагонската корона. Към Кастилия били зачислени земите в Новия свят и Канарските острови.